# Hearts of Iron IV
Hearts of Iron IV è un videogioco strategico in tempo reale, ambientato nella seconda guerra mondiale, sviluppato da Paradox Interactive e rappresenta l'ultimo della serie Hearts of Iron.
È stato annunciato formalmente nel gennaio 2014 come data di pubblicazione fissata per il primo trimestre del 2015. È stato poi posposto al secondo trimestre del 2015. All'E3 2015 il direttore creativo Johan Andersson ha affermato che la data di pubblicazione sarebbe stata spostata in un tentativo di risolvere alcuni gravi problemi riscontrati con il gioco. Tuttavia Andersson ha confermato che il gioco non sarebbe stato pubblicato durante il primo trimestre del 2016. Il 15 marzo 2016 è stato annunciato che il gioco sarebbe stato pubblicato il 6 giugno 2016, anniversario dello sbarco in Normandia.
Durante l'evento "Ask Me Anything" su Reddit, Andresson ha promesso migliore intelligenza artificiale rispetto a Hearts of Iron III. Ha anche affermato che il gioco sarebbe stato disponibile per Linux.

## Modalità di gioco
- Il gioco permette di scegliere tutte le nazioni dell'anno 1936 e dell'anno 1939 (tranne per i microstati come Andorra, Città Del Vaticano, San Marino e Monaco). Inoltre, permette di controllare la nazione in ogni modo (cambiando ideologia dello stato, assumendo dei consiglieri al governo e di modificare o aggiungere nazioni nel proprio territorio) e di dichiarare guerra con un casus belli ad una nazione. È possibile commerciare con altre nazioni, costruire, progredire (cioè ricercare nuove tecnologie belliche o industriali), produrre oggetti bellici, avanzare con le dottrine di combattimento terrestri, aeree e navali, fare decisioni politiche e gestire le attività di intelligence.

### Nazioni giocabili
In Hearts of Iron IV il giocatore può prendere il controllo di tutte le nazioni indipendenti del globo negli anni 1936 e 1939 (escludendo i microstati). Tutte le Nazioni basano la loro strategia e percorso di sviluppo su un albero, detto "Focus Tree", che permette loro di procedere ampliando il numero di industrie, espandendo il territorio, formando alleanze o cambiando ideologia. I percorsi dell'albero sono spesso storicamente accurati, presentando eventi storici, utili nel gioco, che hanno caratterizzato la nazione nel contesto della seconda guerra mondiale. Al momento in cui il gioco è stato distribuito, le nazioni con un "albero di percorso" unico erano: Terzo Reich, Italia, Giappone, Francia, Regno Unito, Stati Uniti e Unione Sovietica. Nei mesi immediatamente successivi all'uscita del gioco, è uscito anche il contenuto scaricabile United and Ready, gratis per i possessori del gioco, che ampliava il "Focus Tree" della Polonia.

### Contenuti scaricabili e DLC
Al momento attuale, sono uscite nove espansioni per Hearts of Iron IV, oltre ad un considerevole numero di contenuti scaricabili. Le DLC uscite al momento attuale sono:
- Together for Victory: Uscita il 15 dicembre 2016. La DLC aggiunge al gioco la possibilità di gestire i propri stati vassalli e le proprie colonie. Sono stati, inoltre, aggiunti "Focus Tree" per il Dominion del Canada, l'Australia, la Nuova Zelanda, l'Unione Sudafricana e il Raj Britannico.
- Death or Dishonor: Uscita il 14 giugno 2017. La DLC aggiunge la possibilità di offrire licenze di armamenti e mezzi ad altre nazioni. Sono stati introdotti quattro nuovi "Focus Tree" per le nazioni dell'Europa Orientale: Jugoslavia, Cecoslovacchia, Regno di Ungheria e Romania.
- Waking the tiger: Uscita l'8 marzo 2018. Il DLC si concentra sulla Guerra Sino-Giapponese ed introduce nuovi "Focus Tree" per la Cina Nazionalista, la Cina Maoista e il Manchukuo, oltre ad introdurre un "Focus Tree" standardizzato per gli altri signori della guerra cinesi (Shaanxi, Xibei San Ma, Yunnan, Guangxi Clique e Sinkiang). Inoltre, i "Focus Tree" di Germania e Giappone vengono modificati, permettendo, fra le altre cose, il ritorno del Kaiser in Germania e la possibilità di creare un Giappone democratico. Infine, viene aggiunto il sistema delle "decisioni".
- Man the Guns: Uscita il 28 febbraio 2019. La DLC inserisce nuove caratteristiche al combattimento navale. Vengono inseriti due nuovi "Focus Tree" per i Paesi Bassi e il Messico, oltre ad una modifica totale di quello del Regno Unito e di quello degli Stati Uniti.
- La Resistance: Uscita il 25 febbraio 2020. La DLC introduce le meccaniche dello spionaggio e introduce nuove meccaniche per gestire resistenza e collaborazionismo. Vengono introdotti i "Focus Tree" per la Spagna Nazionalista, la Spagna Repubblicana e il Portogallo. Viene totalmente modificato il "Focus Tree" francese.

Introduce inoltre nuovi "Focus Tree" per la Francia Libera e la Francia di Vichy.
- Battle for the Bosporus: Uscita il 15 ottobre 2020. La DLC introduce tre nuovi "Focus Tree" per Regno di Grecia, Turchia e Bulgaria, oltre a modificare quelli di Jugoslavia e Romania introdotti con Death or Dishonor.
- No Step Back: Uscita il 23 novembre 2021. Con questa DLC viene modificato il "Focus Tree" dell'Unione Sovietica.

Vengono introdotti nuovi "Focus Tree" per Estonia, Lettonia, Lituania e viene modificato totalmente quello della Polonia, vengono aggiunte la nuova catena di comando, un nuovo sistema logistico incentrato sulle ferrovie e rivalutata l'importanza dei punti esperienza aerei, terrestri e navali ora necessari per progredire nelle dottrine.
- By Blood Alone: Uscita il 27 settembre 2022 questa DLC modifica i "Focus Tree" dell'Italia, della Svizzera e dell'Etiopia. Aggiunge inoltre il template designer per gli aerei.
- Arms Against Tyranny: Uscito il 10 Ottobre 2023. Aggiunge dei "Focus Tree" per tutti i paesi nordici (Norvegia, Svezia, Islanda, Danimarca e Finlandia), nuove dinamiche di mercato e di ricerca.
- Trial of Allegiance: Uscita il 7 Marzo 2024. Aggiunge dei "Focus Tree" per Brasile, Argentina, Cile, Paraguay e Uruguay.

Gottetdammerung: Uscita il 14 Novembre 2024. Aggiunge un rework del "Focus Tree" per la Germania e l'Ungheria e aggiunge "Focus Tree" per l'Austria, Congo e Belgio inoltre aggiunge i progetti speciali e nuove ricerche per la costruzione di forti e un potenziamento della radio.
Graveyard of Empires: Uscita il 4 Marzo 2025. Aggiunge un rework del "Focus Tree" del Raj Britannico e aggiunge "Focus Tree" per l'Iraq, Iran e Afghanistan.

### Modding
La community di modder di Hearts of Iron IV è molto attiva, evolvendosi dai giochi precedenti, creando mod di storia alternativa come Kaiserreich e The New Order, o ambientate in un'altra epoca storica come The Great War e Millenium Dawn.